# Solta (comune)
Solta (in croato Šolta) è un comune della Dalmazia, nella regione spalatino-dalmata in Croazia, che coincide con l'isola di Solta. La località più importante è il paese di Grocote (Grohote). Nel 2011 la popolazione del comune era di 1 700 abitanti.

## Storia
Fu un comune della provincia di Spalato, suddivisione amministrativa del Governatorato della Dalmazia, dipendente dal Regno d'Italia dal 1941 al 1943.

## Società

### La presenza autoctona di italiani
Secondo il censimento ufficiale croato del 2011, il comune ha una larghissima maggioranza croata, il 96,24% della popolazione. È presente una piccola minoranza autoctona italiana, lo 0,29% della popolazione.

### Lingue e dialetti
| %      | Ripartizione linguistica (gruppi principali) |
| ------ | -------------------------------------------- |
| 0,59%  | madrelingua bosniaca                         |
| 0,82%  | madrelingua tedesca                          |
| 96,35% | madrelingua croata                           |
| 0,24%  | madrelingua italiana                         |
| 0,53%  | madrelingua slovena                          |
| 0,35%  | madrelingua albanese                         |

## Geografia antropica

### Località
Il comune di Solta comprende 8 insediamenti (naselja) di seguito elencati. Tra parentesi il nome in lingua italiana.
- Donje Selo (Villa Inferiore[3][5])
- Gornje Selo (Villa Superiore[3][4][8][9])
- Grohote (Grocote[3][4][10][11] o Villa Grohote[12])
- Maslinica (Porto Oliveto[3][4][5] o Oliveto[5])
- Nečujam (Porto Sordo[3][5])
- Rogač (Porto Carober[3][4][5][11] o Carobér[5])
- Srednje Selo (Villa Media[3][4][5])
- Stomorska (Stomora[3] o Stomosca[13])